# Grupo de Mujeres Musulmanas
La Agrupación de Mujeres Musulmanas (en árabe, Jamma’at al-Sayyidaat al-Muslimaat), o Grupo de Mujeres Musulmanas, es un movimiento islámico femenino egipcio fundado en 1936  por la activista egipcia Zainab al Ghazali (en árabe, زينب الغزالي), (Mahmoudiyah, Egipto, 2 de enero de 1917 - 3 de agosto de 2005) y relacionado históricamente con los Hermanos Musulmanes.

## Historia

### Las Hermanas Musulmanas de Hassan al Banna
En 1928, Hassan al-Bannā' (en árabe, حسن البنا) funda en Ismailía, centro administrativo del canal de Suez en aquel momento, la Sociedad de los Hermanos Musulmanes (en árabe, جميعة الإخوان المسلمين, Yami'at al-Ijwan al-Muslimin), frecuentemente llamada الإخوان المسلمون, Hermanos musulmanes (Al-Ijwan al-Muslimun) o simplemente Los Hermanos (en árabe, الإخوان, Al-Ijwan). Siguiendo el deseo de Al Banna y en paralelo a la organización, se funda la sección femenina el 26 de abril de 1933, también en Islamailía, llamada Hermanas Musulmanas (Firqat al Akhawat al Muslimat).
Durante la celebración, en la ciudad de Port Said el 18 de enero de 1934, de la segunda Junta General de la hermandad, se decide ampliar el proyecto y crear una sección a nivel nacional que englobe todo el territorio de Egipto. Existiría bajo la supervisión de la Dirección General de la Sociedad y estaría presidida por Labiba Ahmad. El propio Al Banna se encargó de dar a conocer a la nueva presidenta ante toda la Hermandad a través de un artículo publicado en la revista de los Hermanos Musulmanes bajo el título “Un ejemplo de una buena mujer musulmana: la Sra. Labiba Hanim Ahmad”. En el texto es descrita como “una buena mujer musulmana orgullosa del islam”, “que sigue sus enseñanzas” y “escribe con espíritu islámico”.

### Zainab Al Ghazali y la Agrupación de Mujeres Musulmanas
Labiba Ahmad presidió la sección femenina hasta 1937, fecha en la que, por razones personales, dejó el cargo. Poco después se produce el primer encuentro, en la oficina de los Hermanos Musulmanes, a finales de 1937, entre Al Banna y Zainab al Ghazali (en árabe, زينب الغزالي), que seis meses atrás, en 1936, con apenas 18 años, había creado la organización Jamma’at al-Sayyidaat al-Muslimaat (en español, Agrupación de Mujeres Musulmanas). Al Banna intentó fusionar su organización con la de Zainab, quien, en varias ocasiones, rechazó la invitación. 
“Hassan al Banna estaba en proceso de constituir la sección femenina de los Hermanos Musulmanes. Después de hablarme de la necesidad de unir a todos los musulmanes y de permanecer unidos, me invitó a presidir las Hermanas Musulmanas. Esto suponía la fusión de mi emergente y recién creado Grupo de Mujeres Musulmanas, algo de lo que estaba intensamente orgullosa, con Los Hermanos. Prometí a Al Banna que discutiría su propuesta en la Asamblea General de la Asociación, pero le dije que no podía darle garantías con respecto al resultado.  Así fue, en la Asamblea General se rechazó la propuesta, pero se acordó que habría cooperación entre ambos grupos”.

### Lealtad personal a Al Banna
Según Al Ghazali, tuvo “encuentros en varias ocasiones con Al Banna en los que ambos defendimos nuestras propias opiniones, pero nuestra relación islámica no se resintió por estas diferencias en ningún sentido”. En la última reunión oficial que se produjo entre ambos, en la oficina del Grupo de Mujeres Musulmanas, Al Ghazali prometió a Al Banna hacer de su grupo “uno de los pilares de Los Hermanos, con la condición de que conservaran su nombre e independencia en beneficio de la divulgación del islam”. Al Banna insistió en una “fusión completa”, que nunca se produjo. 
Pese al rechazo de fusión, Zainab Al Ghazali y Hassan Al Banna continuarían su relación. Al Ghazali juró lealtad personal a Al Banna y tras el asesinato de este, el 12 de febrero de 1949, la dirección de la Sociedad quedó en manos de Hassan al-Hudaybi (en árabe, حسن الهضيبي), quien fue nombrado “Guía Supremo”. Al Ghazali estrechó entonces, cumpliendo la promesa que le había hecho a Al Banna, su relación individual con los miembros de la Asociación de los Hermanos Musulmanes. Sin embargo, la Agrupación de Mujeres Musulmanas continuó su actividad sin relacionarse oficialmente con la Hermandad, que continuó trabajando en secreto por algún tiempo hasta que, en 1951, una nueva legislación permitió que los Hermanos Musulmanes retomaran su actividad pública. Hasta entonces, el hecho de que el Grupo de Mujeres Musulmanas no estuviese afiliado con los Hermanos Musulmanes, resultó útil mientras el partido estuvo ilegalizado. Durante dos años la agrupación femenina continuó distribuyendo panfletos y organizando reuniones.
El golpe de Estado de los Oficiales Libres contra el Rey Faruk I, dirigido por el General Muhammad Naguib (en árabe, محمد نجيب) y Gamal Abdel Nasser (en árabe, ﺮﺻﺎﻨﻟا ﺪﺒﻋ لﺎﻤﺟ) en julio de 1952, fue apoyado por los Hermanos Musulmanes. Poco después, el nuevo Gobierno ordenó la disolución y prohibición de todos los partidos políticos en Egipto, aunque, gracias a las buenas relaciones que mantenían los Hermanos con el movimiento, pudieron seguir funcionando como una asociación no política. Sin embargo, la Sociedad se disolvió una vez más con el enfrentamiento entre el General Naguib, presidente de Egipto, y Nasser, vicepresidente en ese momento, como telón de fondo. Muchos de sus miembros fueron encarcelados. En noviembre de 1953 Naguib fue destituido de todos sus poderes y Nasser pasó a ser jefe de Gobierno.
La férrea oposición a la Hermandad por parte del nuevo presidente provocó el intento de asesinato de Nasser el 26 de octubre de 1954, a cargo de un miembro de la Hermandad. Las consecuencias fueron duras para los Hermanos Musulmanes: más de mil miembros fueron arrestados y algunos de ellos fueron sentenciados a pena de muerte, entre ellos, al-Hudaybi y  el escritor, crítico literario e intelectual Sayyid Qutb (en árabe, ﻲﻟذﺎﺸﻟا ﻦﻴﺴﺣ ﻢﻴﻫاﺮﺑإ ﺐﻄﻗ ﺪﻴﺳ). El resultado de este golpe en contra de la Hermandad fue la radicalización del movimiento.
Durante su encarcelamiento, entre 1954 y 1964, Qutb escribió su primer libro exegético “Fī ẓilāl al-Qurʾān (en español, “A la sombra del Corán”) y “Ma’alim fi-l Tariq” (en español, “Jalones en el camino"). Ambas obras pudieron ser publicadas gracias a la intercesión de Al Ghazali y otras Mujeres Musulmanas, que se ocuparon de sacar de la cárcel sus manuscritos y de publicarlos, con su consentimiento y el de Al Hudaybi. Además, Al Ghazali y el resto de Mujeres Musulmanas jugaron un papel decisivo en la reagrupación de la Hermandad Musulmana, actuando, desde fuera de la cárcel, con Sayyid Qutb desde la prisión, y bajo la orientación y la supervisión de Al Hudaybi.

### Ilegalización de la Agrupación
El 15 de septiembre de 1964, el Gobierno informa de la decisión de prohibir el Grupo de Mujeres Musulmanas bajo el decreto nº 32, con fecha 6 de septiembre. En aquel momento, según asegura la propia Al Ghazali, el Grupo de Mujeres Musulmanas contaba con tres millones de miembros en todo el país. 

El mismo día, el Grupo de Mujeres Musulmanas convoca un comité urgente, en el que se rechaza la disolución de la organización, y se concierta un encuentro del Consejo General, que se celebra a las 24 horas. El Consejo rechaza la disolución y decide enviar el caso a los tribunales. Se elige para defender la causa al abogado Dr. Abdullah Rashwan. Mientras, el grupo envía cartas al presidente, al Gobierno y al Ministerio de Asuntos Sociales, con copias a la prensa, informando a todos ellos de los detalles de la creación del grupo y de las intenciones de la formación. La carta decía lo siguiente:
“El Grupo de Mujeres Musulmanas se creó en 1936 para la divulgación del mensaje de Alá y para la creación de una Comunidad Musulmana con la que devolver al Islam su gloria y su propio Estado. Nuestro grupo trabaja por Alá y por un Gobierno no secular en el que el derecho a la soberanía recae sobre los musulmanes. El mensaje del Grupo de Mujeres Musulmanas es una llamada al Islam. Reclutamos hombres, mujeres, jóvenes y viejos, siempre que crean en el mensaje de Alá y en el establecimiento de un Estado que considere la revelación de Dios como su ley. 
Nosotras, las Mujeres Musulmanas, rechazamos el decreto de ilegalización de nuestro Grupo por parte del Presidente, quien ha hecho una llamada abierta a la secularización de nuestro país y no tiene derecho a nuestra lealtad. Tampoco el ministro de Asuntos Sociales tiene derecho a que seamos leales. 
La divulgación del Islam no cuenta con dinero ni pertenencias que puedan ser confiscadas por un Estado secular cuyos miembros están luchando contra Alá, Su Mensajero y la Comunidad Musulmana. El Estado puede confiscar nuestro dinero y nuestras pertenencias, pero no puede confiscar nuestra fe. Nuestro mensaje es uno de Da'wah (la divulgación del islam) y de las personas que la llevan a cabo. “No hay Dios, sino Alá y Muhammad es Su Mensajero”. La creencia en esta fórmula nos obliga a esforzarnos continuamente para el establecimiento de un Estado islámico por una comunidad que es consciente de su religión, se rige por la ley de Alá, y siempre se esfuerza por Su causa”.
Pese a los esfuerzos del grupo, Nasser, decidido a eliminarlo, publica un decreto militar, ilegalizando la publicación de la revista de la Asociación por un periodo “indeterminado”. Los agentes de Nasser irrumpieron en las oficinas y desordenaron todo lo que había. Entonces las Mujeres Musulmanas renovaron su promesa de dedicar sus vidas a seguir el camino de Alá. De acuerdo con la propuesta de Al Ghazali, decidieron celebrar las reuniones en sus casas, a las que asistían predicadores que enseñaban a las mujeres los principios del islam. Sin embargo, las mujeres que ofrecieron sus casa para la celebración de reuniones fueron contactadas y amenazadas, una por una, por los agentes de Nasser, de manera que, desde aquel momento, nuestras actividades se limitaron a las de carácter personal. 
Poco tiempo después, los agentes de Nasser proponen la reedición de la revista del Grupo de Mujeres Musulmanas, y ofrecen a Al Ghazali el puesto de jefa de edición con un salario de 300 libras egipcias al mes. “Naturalmente, me negué”, cuenta Al Ghazali. “Hubiera sido impensable para la revista del Grupo de Mujeres Musulmanas emitir desde el Cuartel General de las Fuerzas de Seguridad, y mucho menos ayudar en la propaganda de la secularización. También ofrecieron cancelar el decreto de prohibición de nuestro Grupo y devolvernos nuestra sede con un fondo de ayuda anual de un total de 20.000 libras. A cambio, teníamos que formar una de las instituciones de la Unión Socialista. “Otra vez me negué(...) En poco tiempo, la verdad detrás de sus ofertas siniestras se haría evidente”.

### Prisión para Al Ghazali
Entre julio y agosto de 1965, Sayyid Qutb y otros Hermanos Musulmanes son encarcelados acusados de organizar un intento de golpe de Estado para derrocar con Nasser. Qutb fue condenado a muerte junto a otros seis miembros de la Hermandad y ahorcado el 29 de agosto de 1966. El 20 de agosto de 1965 Al Ghazali es encarcelada y sentenciada a veinticinco años de trabajos forzados. La Agrupación, cuya existencia estaba íntimamente ligada a Al Ghazali, cesó su actividad en aquel momento. 

## Filosofía y legado del Grupo de Mujeres Musulmanas
El Grupo de Mujeres Musulmanas defendió el aprendizaje a través del conocimiento práctico del islam y el Corán y sostuvo que la liberación de la mujer, los derechos económicos y los derechos políticos podían lograrse a través de una interpretación más íntima del islam.
Las conferencias semanales de Al Ghazali, dirigidas a las mujeres, atraían a la Mezquita de Ibn Tulun alrededor de 3.000 mil personas, aunque este número podía aumentar hasta los 5.000 durante los meses sagrados del año. Además de ofrecer lecciones para mujeres, el Grupo de Mujeres Musulmanas publicó su revista, mantuvo un orfanato, y ofreció asistencia a familias pobres y mediación en litigios familiares.[cita requerida]